# Heksenmutskokermot
De heksenmutskokermot (Coleophora ahenella) is een vlinder uit de familie van de kokermotten (Coleophoridae). De wetenschappelijke naam is gepubliceerd in 1877 door Heinemann.

## Kenmerken
De spanwijdte is ongeveer 12 mm. 

## Waardplanten
De larven voeden zich met gele kornoelje (Cornus mas), rode kornoelje (Cornus sanguinea), Lonicera alpigena, Lonicera nigra, rode kamperfoelie (Lonicera xylosteum), Lonicera chrysantha, sporkehout (Frangula alnus), wegedoorn (Rhamnus cathartica), sneeuwbes (Symphoricarpos albus) en wollige sneeuwbal (Viburnum lantana). 

## Verspreiding
De soort komt voor in heel Europa, behalve in Ierland en op de Balkan.